# Nagavi
Naqvi (buchstabiert „Naghavi“, wenn aus dem Persischen transliteriert oder „Naqawi“, wenn aus dem Arabischen) ist ein Familienname. Naqvi sind die Nachfahren der islamischen Propheten Mohammed durch die Linie von ʿAlī al-Hādī (arabisch: الإمام علي الهادي). Geboren Ali ibn Muhammad ibn Ali, gilt er als der zehnte Imam der Schiiten.

## Namensträger
- Ali Naqvi, pakistanischer Cricketspieler
- Afsar Madad Naqvi, Bildhauer
- Allama Syed Dildar Ali Naqvi Naseerabadi (Ghufran Ma'ab; 1752–1820) indischer zwölfer-schiitischer Gelehrter und Ajatollah, siehe Dildar Ali Nasirabadi
- Arif Naqvi, C.E.O. von Abraaj Capital
- Fatemeh Naghavi, iranische Schauspielerin
- Farman Abbas Naqvi, Fernsehjournalist in Indien
- Iqrar ul Hassan Naqvi, Rundfunkjournalist für ARY One World
- Kalbe Razi Naqvi (* 1944), pakistanisch-norwegischer Physiker
- Mohsin Naqvi (1947–1996), pakistanischer Dichter
- Mukhtar Abbas Naqvi, indischer Politiker
- Naveen Naqvi, pakistanischer Journalist
- Nawab Haider Naqvi, Ökonom und Gelehrter
- Syed Sadequain Ahmed Naqvi (1930–1987), pakistanischer Maler und Kalligraf, siehe Sadequain
- Saeed Naqvi, indischer Journalist
- Qasim Naqvi, afrikanischer Journalist
- Yasir Naqvi (* 1973), pakistanisch-kanadischer Politiker
- Zafar Ali Naqvi, indischer Politiker
- Zameer Naqvi, pakistanischer Gelehrter